# Estádio da Tapadinha
O Estádio da Tapadinha é um estádio de futebol localizado na freguesia de Alcântara, cidade de Lisboa, em Portugal. A capacidade atual é de 4 000 espectadores, fruto da demolição de uma das bancadas e do peão.

## História

### Inauguração
Em 1925 o Carcavelinhos contava com o Benfica para emprestar o seu campo de jogos. Porém, nesse ano, a Direção do Benfica avisou que esse seria o último ano de cedência, e que após o final da época o Carcavelinhos teria que procurar outro campo.
É então que a direção do Carcavelinhos decide avançar para a construção de um campo próprio, que ficaria situado junto à pedreira do Alvito, em Alcântara.
António Faustino concebeu o Campo da Tapadinha, auxiliado nos trabalhos por Sousa Lino e Rodrigues Graça. A construção do campo ficou a cargo dos sócios e atletas do Carcavelinhos, sendo inaugurado a 26 de Junho de 1926. O jogo inaugural foi entre o Carcavelinhos e o Sporting, e terminou com uma vitória dos «leões» por 4-3. O primeiro golo foi da autoria de Carlos Domingues, avançado do Carcavelinhos.

### Aumento das bancadas
A ideia da transformação do Campo da Tapadinha foi posta à respectiva direção pelo seu presidente, Joaquim de Paiva e Silva, numa reunião efetuada a 14 de Fevereiro de 1944. O Programa das obras foi aceite por unanimidade, bem como a proposta para a eventual compra do terreno.
A direção que aprovou o ante-projecto das obras elaborado pelo Eng.º Manuel Travassos Valdez, era assim constituída: Joaquim de Paiva e Silva, Tenente Alcino Pires, Alfredo Viçoso Carlos Casanova, João do Carmo Miguel, António J. Marques e Franklin Marques.
Para auxiliar o estudo e a elaboração do projeto, foi constituída uma comissão, da qual faziam parte Joaquim de Paiva e Silva, Jaime Franco, Dr. Hermano Leite, Joaquim Nobre, Álvaro Cardoso, Amaral de Almeida, Armando Esteves e Álvaro de Azevedo. O anteprojeto foi apresentado à imprensa, numa reunião efetuada na Secretaria do Clube, a 28 de Abril de 1944.
O cumprimento integral do projeto importava, na altura, 2 500 contos, estando incluído mais 10 degraus nas bancadas dos sócios e da geral, piscina, cobertura da central, patinagem, etc.
O primitivo projeto deu entrada na Câmara Municipal de Lisboa a 17 de Outubro de 1944, sendo mais tarde retirado por conveniência da ampliação concebida, para reentrar com carácter definitivo a 9 de Maio de 1945.
O arrelvamento do campo iniciou-se a 3 de Setembro de 1945. Só o arrelvamento, cujos trabalhos foram confiados ao Eng.º Agrónomo João Marques de Almeida, importou em cerca de 150 contos. As obras, excluindo o arrelvamento, começaram a 5 de Julho de 1945.
A comissão Executiva das Obras, eleita em 6 de Março de 1945, era constituída pelos Srs. Joaquim de Paiva e Silva, Joaquim Nobre e Álvaro Cardoso, este diretor de campo. A construção foi confiada ao autor do projeto – Eng.º Travassos Valdez.

A inauguração do Estádio da Tapadinha realizou-se em 23 de Setembro de 1945, com a presença do Chefe de Estado, o Marechal Óscar Carmona. Disputou-se um particular entre o Atlético e o Sporting, que terminou com a vitória dos verde-e-brancos por seis bolas a zero. Naquela altura o recinto chegou a ter capacidade para cerca de 10 000 espectadores.

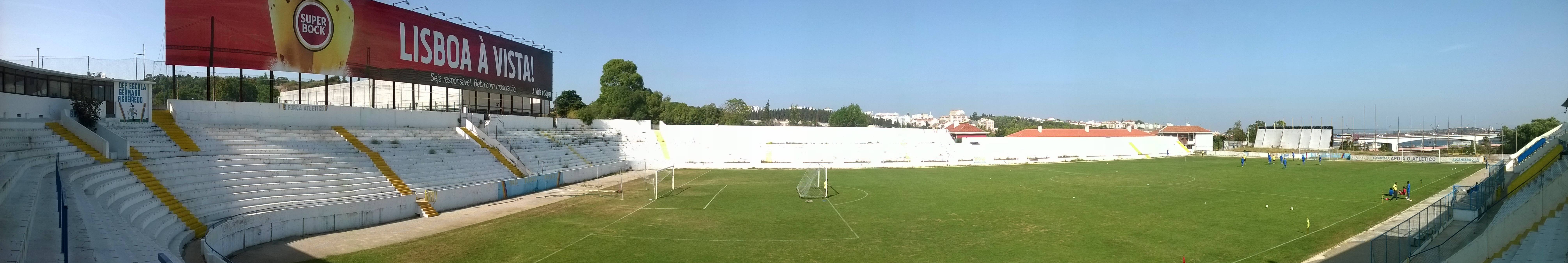
Foto panorâmica do Estádio da Tapadinha